# Ulica Panieńska w Warszawie
Ulica Panieńska – ulica w dzielnicy Praga-Północ w Warszawie.

## Historia
Nazwa ulicy pojawiła się po raz pierwszy w 1792. Pochodzi od istniejącego w latach 1666–1808 w tej części Pragi drewnianego klasztoru sióstr bernardynek.
W 1868 w piętrowym budynku między ulicami Panieńską i Zygmuntowską, na terenie zajmowanym wcześniej przez lazaret wojskowy, utworzono Szpital Najświętszej Marii Panny na Pradze (obecny Szpital Praski). Po rozbudowie w kolejnych latach, kompleks szpitala zajmuje obecnie teren między ulicami: Olszową, Sierakowskiego, Jasińskiego i Panieńską.
W latach 1921–1934 w narożnej kamienicy z adresem Szeroka 5 (obecnie ks. I. Kłopotowskiego) miało siedzibę IV Miejskie Gimnazjum Męskie im. gen. Jakuba Jasińskiego (przeniesione w 1934 na ul. Skaryszewską 8).
Między wrześniem 1944 roku a styczniem 1945 roku zabudowa ulicy została częściowo zniszczona w wyniku niemieckiego ostrzału artyleryjskiego z lewego brzegu Wisły.
W latach 1964–1969 pomiędzy ulicami: Okrzei, Panieńską i Wybrzeżem Szczecińskim zbudowano osiedle Panieńska zaprojektowane przez Teresę Tyszyńską i Gabriela Rekwirowicza. Osiedle składa się z pięciu 12-kondygnacyjnych budynków oraz trzech „plombowych” z lokalami usługowymi na parterze.
W latach 1997–1999 na rogu ulic Okrzei i Panieńskiej (pod adresem Okrzei 1a) wzniesiono neomodernistyczny budynek biurowy Dominanta Praska.
Na rogu Panieńskiej i Jasińskiego, przy murze Szpitala Praskiego, znajduje się zachowany niemiecki schron obserwacyjno-wartowniczy z okresu II wojny światowej.